# Journal of Roman Archaeology
Das Journal of Roman Archaeology (Abkürzung: JRA) ist eine Fachzeitschrift der Klassischen Archäologie, die seit 1988 jährlich herausgegeben wird und seit 2020 von der Cambridge University Press verlegt wird.
In der Zeitschrift werden Aufsätze publiziert, die die Archäologie Roms, Italiens und des Römischen Reiches in ihrer ganzen Breite abdecken. Einbezogen werden insbesondere Themen aus den Nachbardisziplinen der Archäologie, sobald archäologische Interessen berührt werden. Dies umfasst auch Artikel zu historischen Themen oder Fragestellungen. Explizit ausgeschlossen werden Arbeiten, die sich mit der Urgeschichte Italiens befassen, im Gegenzug werden etruskische Themen aufgenommen. Hierbei wird der Zeitraum vom 7. Jahrhundert v. Chr. bis zum 7. Jahrhundert n. Chr. berücksichtigt.
Alle Artikel durchlaufen vor ihrer Annahme einen Peer Review. Ziel ist es, bedeutende Beiträge zum Verständnis und neue Ansätze in der archäologischen Erforschung der Römischen Welt zu fördern und diesbezügliche Diskussionen anzustoßen. Auch Ergebnisse archäologischer Surveys und Ausgrabungen finden Raum im Rahmen des Journals. Großer Raum wird auch Rezensionen wissenschaftlicher Neuerscheinungen eingeräumt. Sie bilden einen eigenen Band (Reviews Fascicule), der pro Jahrgang bei Rezensionslängen von 3–12 Seiten rund 400 Seiten erreicht und somit etwa die Hälfte eines Jahrganges ausmacht. 
Das Journal of Roman Archaeology erscheint einmal jährlich seit 1988. Gründer und langjähriger Herausgeber war der Archäologe John H. Humphrey, früher Professor in Ann Arbor und Ausgräber unter anderem in Karthago, der für seine Leistungen auf dem Gebiet der römischen Archäologie, insbesondere die Gründung der Zeitschrift, 2010 die Goldmedaille des Archäologischen Instituts von Amerika erhielt. 2020 wurde Humphrey durch Jennifer Trimble (Stanford University) abgelöst. Aktuell (2023) hat Greg Woolf die Position inne. Beiträge werden in Englisch, Französisch, Deutsch, Italienisch und Spanisch angenommen; die vorherrschende Sprache ist allerdings Englisch. Die ISSN lautet 1047-7594.
Ergänzend zum Journal wird die monographische Reihe JRA Supplements herausgegeben, deren 100. Band 2015 erschien.